# An Tran
An Tran (Ho Chi Minhstad, 29 juli 1952) is een in Vietnam geboren Amerikaans professioneel pokerspeler. Hij won onder meer het $1.500 Omaha Pot Limit-toernooi van de World Series of Poker 1991, goed voor een hoofdprijs van $87.600,-. Op de World Series of Poker (WSOP) van 2010 speelde hij zich voor de 45e keer naar een WSOP-geldprijs, waarmee hij op dat moment in de top 20 van spelers met de meeste WSOP-cashes ooit stond. Op de World Series of Poker 1992 speelde hij zich naar zes finaletafels in één WSOP-editie.
Tran verdiende tot en met mei 2011 meer dan $2.700.000,- in pokertoernooien (cashgames niet meegerekend).

## Wapenfeiten
Tran speelde zich vanaf 1986 naar geldprijzen in verschillende pokertoernooien in de Verenigde Staten. Het $2.000 No Limit Hold'em-toernooi van de World Series of Poker 1989 was de eerste van naar wat zou blijken meer dan veertig WSOP-onderdelen waarin hij zich naar een geldprijs speelde. Dat gebeurde meteen aan een finaletafel, waaraan hij als zesde eindigde. Tran speelde zich in de jaren die volgden naar nog meer dan twintig WSOP-finaletafels.
Trans vierde WSOP-finaletafel was in 1991 goed voor zijn eerste toernooiwinst op de World Series of Poker. Hij kwam vervolgens meer dan eens dicht bij een volgde WSOP-titel. Zo werd hij tweede in het $5.000 Limit Hold'em-toernooi van de World Series of Poker 2004 (achterr John Hennigan), derde in toernooien van de WSOP 1992, 1994 en 1998 en vierde in toernooien van de WSOP 1991, 1992 (twee keer) en 2002. Ook werd hij vijfde in het Main Event van de World Series of Poker 1996.
Het $10.000 Championship Event - No Limit Hold'em-toernooi van de Gold Strike World Poker Open 2006 in Tunica was het eerste evenement op de World Poker Tour waarin Tran zich naar een geldprijs speelde. Ook hier direct met een plaats aan de finaletafel. Hij werd vijfde, goed voor $125.856,-.

## Titels
Tran won ook meer dan vijftien toernooien die niet tot de WSOP of WPT behoren, zoals:
- het $1.000 Pot Limit Omaha-toernooi van de LA Poker Classic 1992 in Los Angeles ($18.900,-)
- het $500 No Limit Hold'em-toernooi van de Gold Coast Open 1992 in Las Vegas ($32.850,-)
- het $1.000 Limit Hold'em-toernooi van de Hall of Fame Poker Classic 1992 in Las Vegas ($62.800,-)
- het $1.000 No Limit Hold'em-toernooi van de Queens Poker Classic III 1993 in Las Vegas ($46.800,-)
- het $500 No Limit Hold'em-toernooi van de LA Poker Classic III 1994 in Los Angeles ($46.000,-)
- het $1.000 Pot Limit Omaha-toernooi van de LA Poker Classic III 1994 in Los Angeles ($42.750,-)
- het $1.000 No Limit Hold'em-toernooi van Legends of Poker 1996 in Los Angeles ($38.800,-)
- het $1.000 Pot Limit Hold'em-toernooi van Carnivale of Poker 1998 in Las Vegas ($57.200,-)
- het $500 No Limit Hold'em-toernooi van de Four Queens Poker Classic 2002 in Las Vegas ($29.940,-)
- het $200 Limit Hold'em-toernooi van Heavenly Hold'em 2003 in Los Angeles ($32.115,-)
- het $1.000 No Limit Hold'em-toernooi van de Four Queens Poker Classic 2003 in Las Vegas ($48.890,-)

## WSOP-titel
| Jaar                       | Toernooi               | Prijs     |
| -------------------------- | ---------------------- | --------- |
| World Series of Poker 1991 | $1.500 Omaha Pot Limit | $87.600,- |